# Hökarängen
Hökarängen is een station van de Stockholmse metro op 7,7 kilometer ten zuiden van Slussen. Het wordt bediend door lijn T18, die in 20 minuten T-Centralen bereikt.

## Tunnelbaneförstad
Het gebied werd begin twintigste eeuw, samen met andere stukken land aan de zuidkant van de stad, door Stockholm gekocht met het oog op de bouw van nieuwe woonwijken. Concrete bouwplannen werden echter pas tijdens de Tweede Wereldoorlog gemaakt, waarbij Hökarängen en Gubbängen rond het metrostation werden ontworpen. Het concept van de Tunnelbaneförstad (Zweeds voor metrovoorstad) werd bij deze wijken voor het eerst planmatig toegepast. De bouw van Hökarängen begon in 1946 en de bevolking groeide van 45 personen tot 16.000 in 1952, wat voldoende was om een metrostation te rechtvaardigen. In 1954 was de bouw van de wijk voltooid.

## Station
Het station werd op 1 oktober 1950 geopend als zuidelijkste station aan de eerste volwaardige metrolijn van Stockholm. Het station is ontworpen door de Zweedse architect Peter Celsing, die het kenmerkende perrondak hier in een boog legde. Ten zuiden van het station ligt, tussen de doorgaande sporen, een keerspoor waar de treinen kunnen kopmaken. Voordat de lijn op 19 november 1958 werd doorgetrokken naar de satellietstad Farsta keerden alle treinen hier om.
Aan de noordkant is een toegang onder de metrobruggen over de weg Örbyleden bij het kruispunt met de Lingvägen. De zuidelijke toegang ligt in een voetgangerstunnel tussen de Lingvägen en de Sirapsvägen en biedt onder meer toegang tot de winkelstraat. Sinds 1995 staan twee bronzen pilaren van de kunstenaar Hanns Karlewski op het perron en zijn de zuilen van het perrondak opgesierd met meerkleurige panelen.

## Afbeeldingen

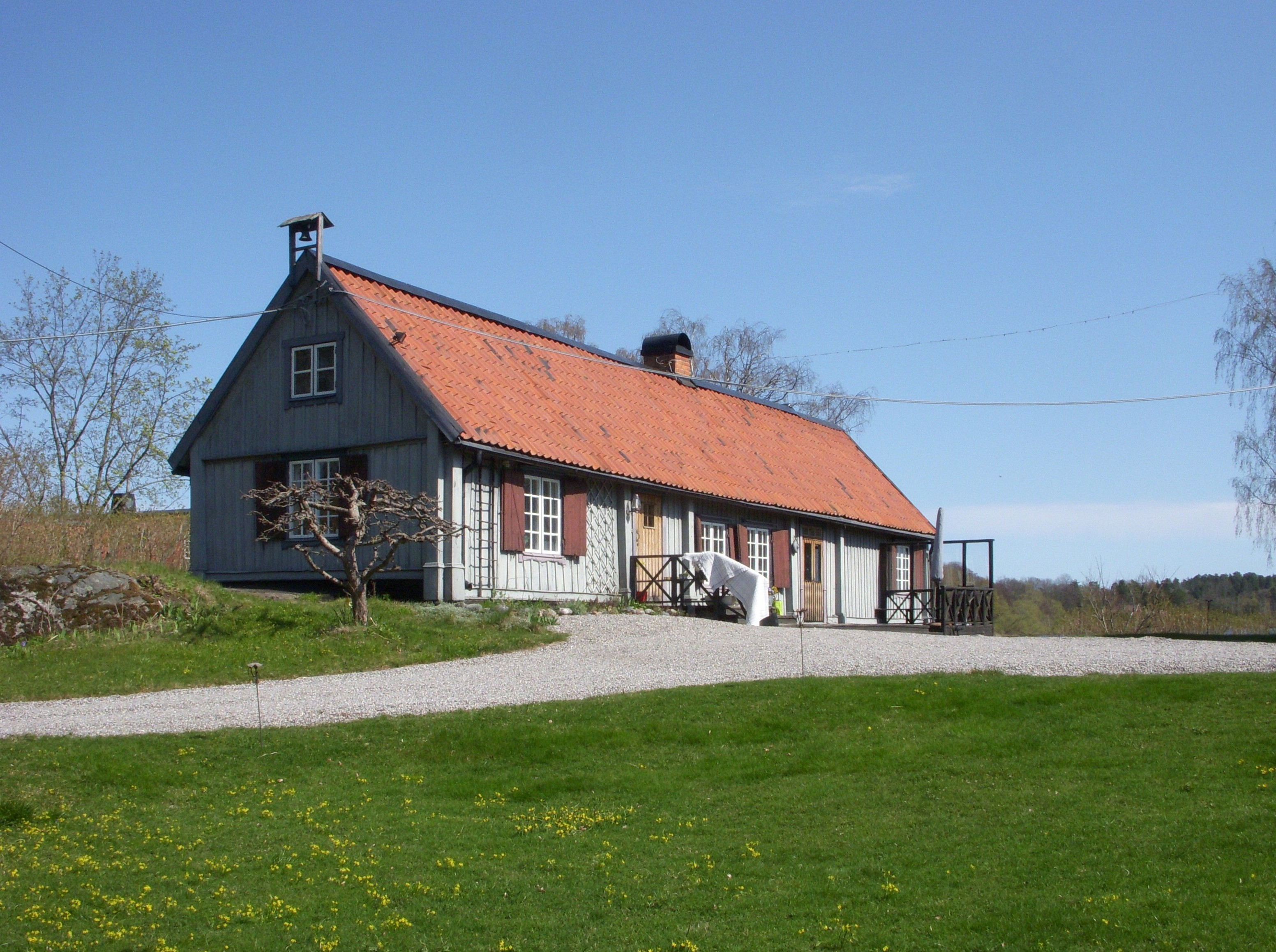
Hökarängens gård, die de buurt en het station hun naam gaf
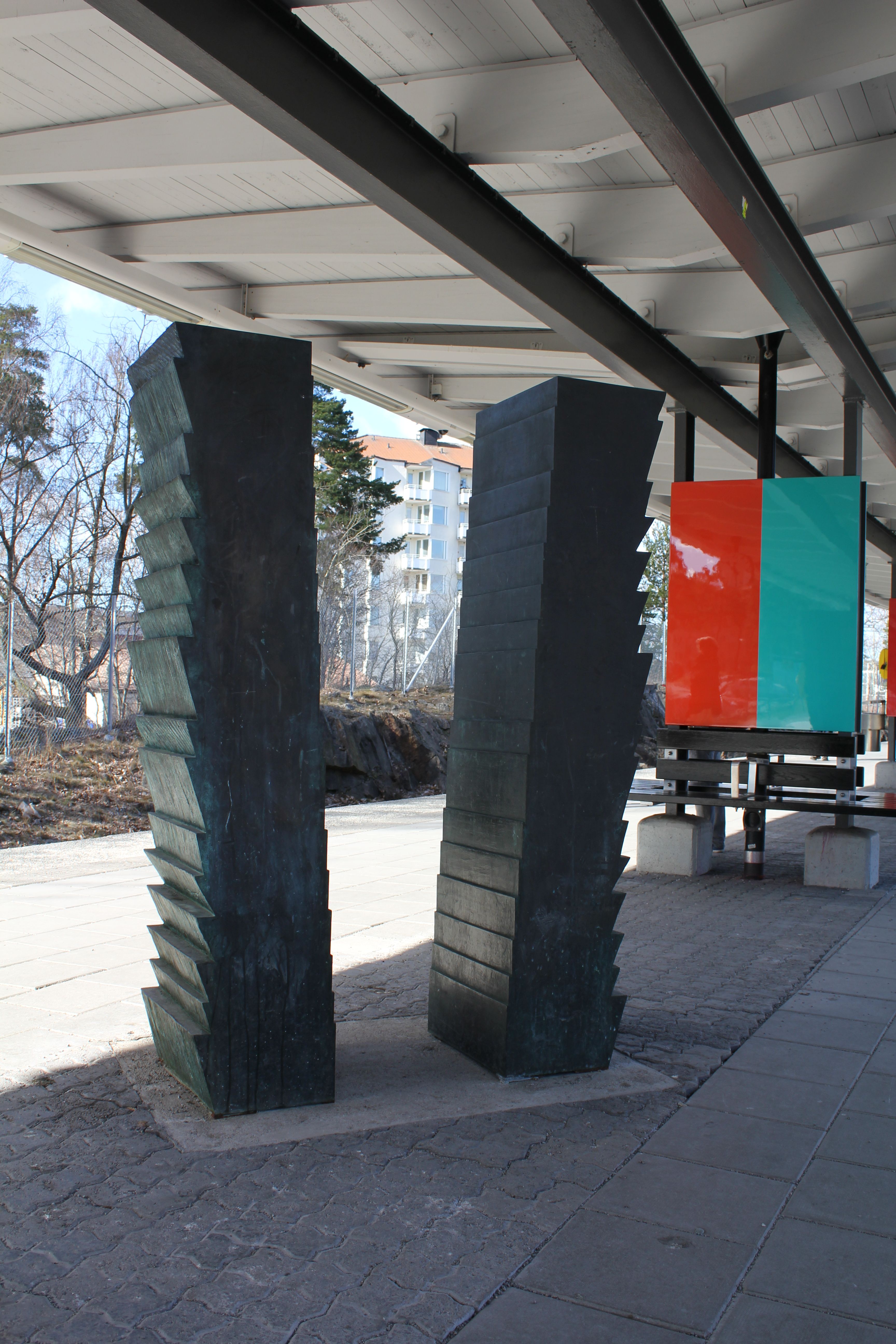
De bronzen pilaren van Hanns Karlewski
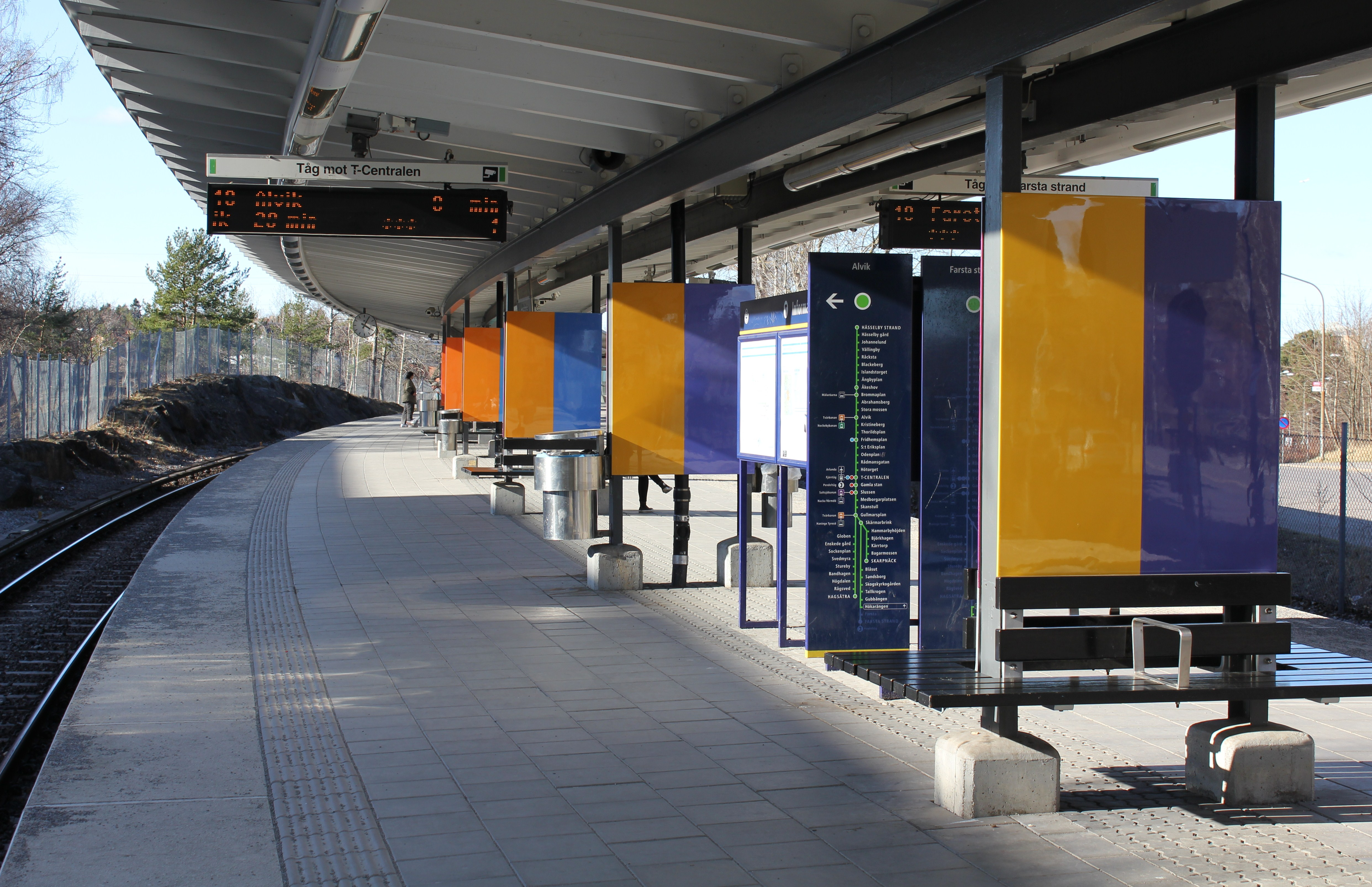
De gekleurde panelen gezien van zuid naar noord

Alvik · 
Kristineberg · 
Thorildsplan  · 
Fridhemsplan · 
S:t Eriksplan · 
Odenplan  · 
Rådmansgatan  · 
Hötorget · 
T-Centralen ·  
Gamla Stan · 
Slussen · 
Medborgarplatsen ·  
Skanstull · 
Gullmarsplan ·  
Skärmarbrink ·  
Blåsut·  
Sandsborg·  
Skogskyrkogården ·  
Tallkrogen·
Gubbängen·  
Hökarängen·
Farsta·
Farsta strand